# 教科用図書検定調査審議会
教科用図書検定調査審議会（きょうかようとしょけんていちょうさしんぎかい）とは、日本の文部科学省におかれている審議会である。

## 概要
学校教育法第34条第5項及び文部科学省組織令第75・77条の規定に基づき、文部科学大臣の諮問機関として文部科学省内に設置されている審議会である。
教科用図書の検定の申請に係る教科用図書に関し調査審議させることを目的としている。

## 委員等
委員30以内で組織する。また審議会に特別の事項を調査審議させるため必要がある時は臨時委員を、審議会に専門の事項を調査させるため必要がある時は専門委員を置くことができる。
委員の任期は2年で、補欠委員の任期は前任者の残任期間である。委員は、再任されることができる。臨時委員は当該特別の事項に関する調査審議が終了した時は、専門委員はその者の任命に係る当該専門の事項に関する調査が終了した時はそれぞれ解任されるものとする。
委員、臨時委員及び専門委員は、非常勤とする。審議会に、会長を置き、委員の互選により選任する。
審議会は部会を置くことができる。現在は第1部会から第10部会まで設置されている。

## 歴史
1999年に教科書検定の手続きが簡素化され、小中学校の教科書の記述を基本的なものに絞ることを盛り込んだ検定規則と検定基準の改正が了承された。
2008年度まで総会、部会の審議は、委員の自由な意見を制約しないために非公開であったが、高校日本史の教科書検定で沖縄戦の集団自決に関する記述について審議の過程の不透明さや沖縄戦の専門家がいなかった等に批判が集まったことで、2009年度から公開することとなった。
2016年に教科書会社が教科書を教員等に見せて謝礼を渡していた問題が発覚し、2017年には教員等に謝礼を渡していたことが判明した場合はその教科書・科目に限定して検定不合格とする仕組みとなった。